# Штафенгаген
Штафенгаген (нім. Stavenhagen) — місто в Німеччині, розташоване в землі Мекленбург-Передня Померанія. Входить до складу району Мекленбургіше-Зенплатте. Центр об'єднання громад Штафенгаген.
Площа — 40,84 км2. Населення становить 5721 ос. (станом на 31 грудня 2020).

## Галерея

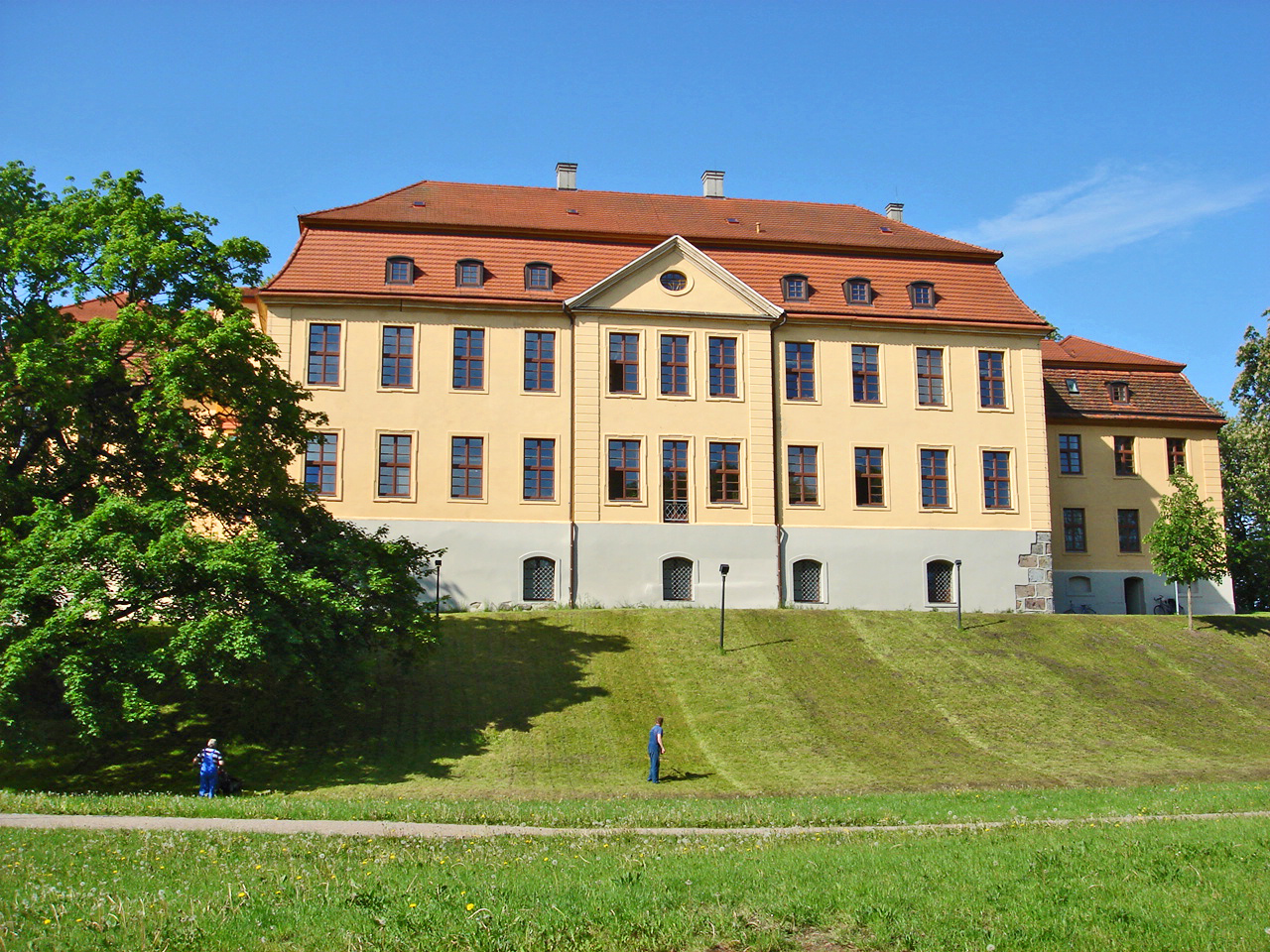
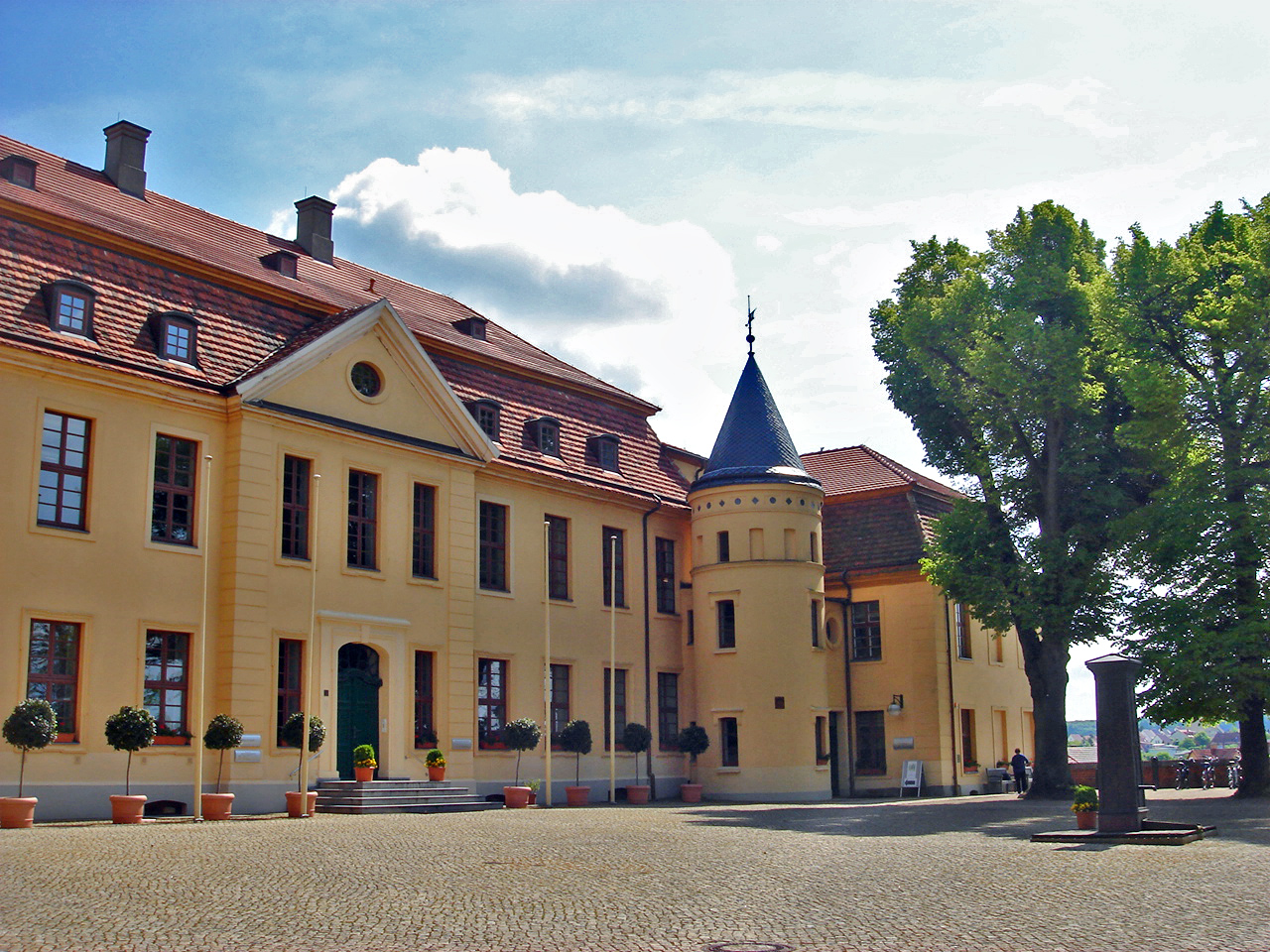
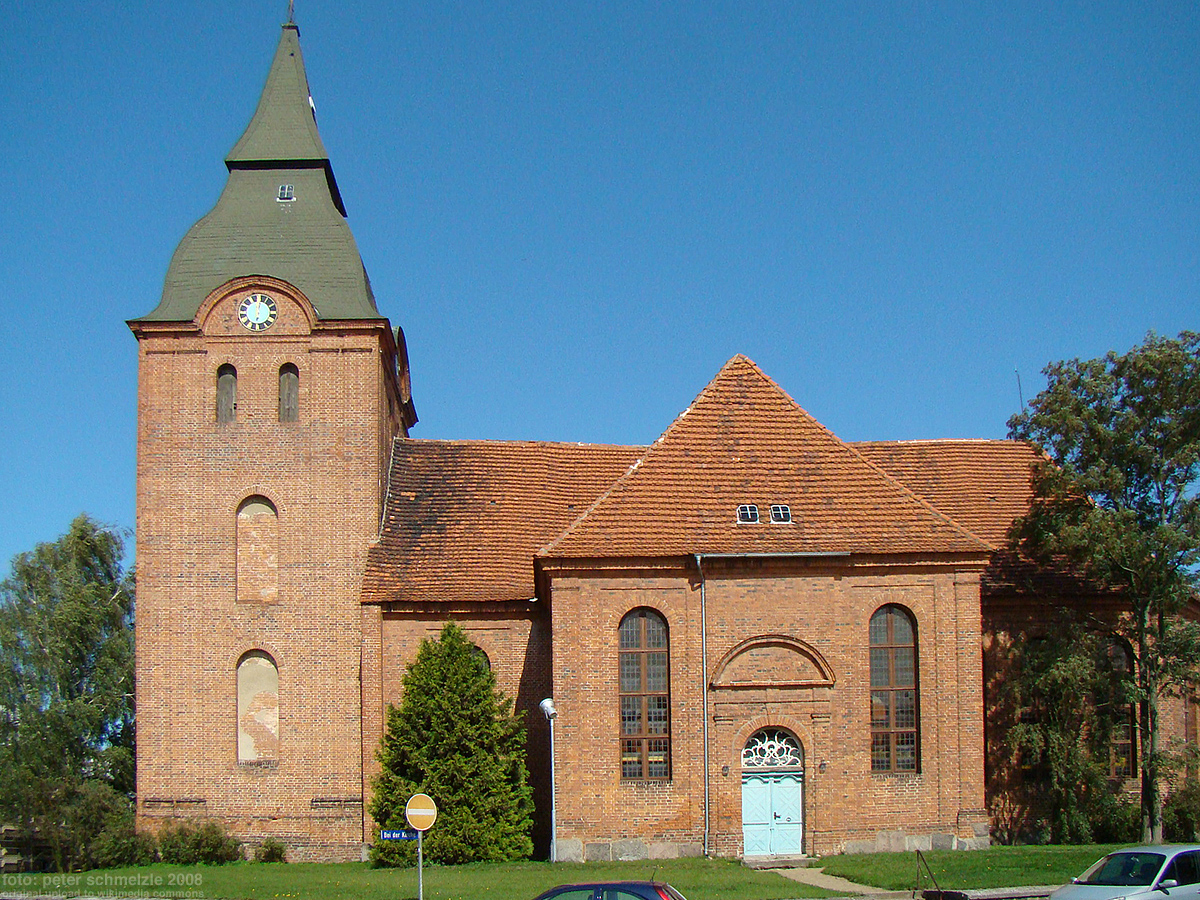
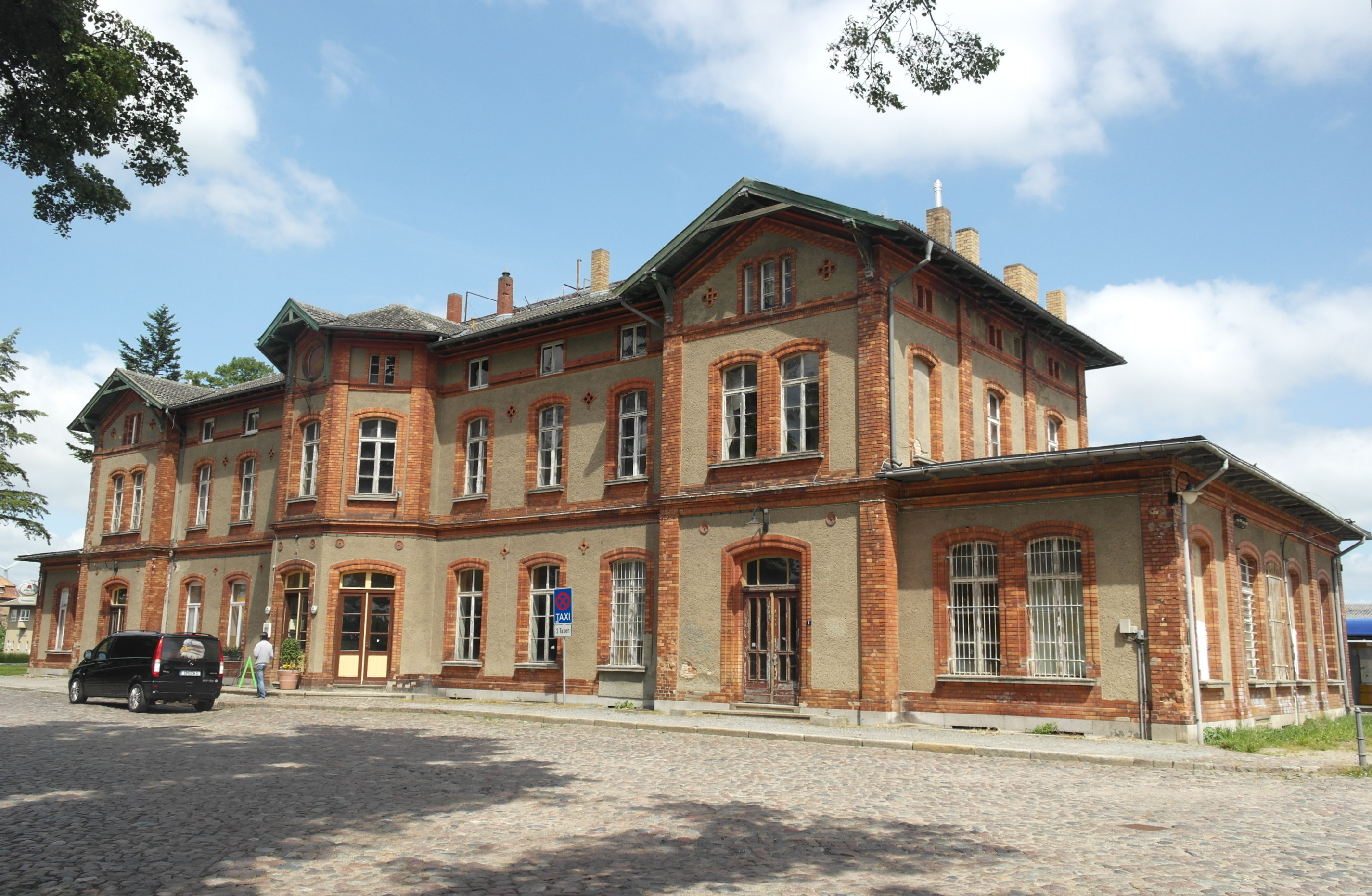

## Географія

### Адміністративний поділ
Місто  складається з 8 районів:
- Амтсбрінк
- Базеполь
- Клоков
- Кельпін
- Нойбаугоф
- Пріббенов
- Штафенгоф
- Вюстграбов